# Regulamento autônomo
Os regulamentos são atos normativos do Poder Executivo, cuja finalidade é desdobrar ou detalhar um ato normativo superior. Editados muitas vezes na forma de decretos, os regulamentos também podem ser veiculados por resoluções de agências reguladoras e outras modalidades.
Como regra, o titular do poder regulamentar (ou função regulamentar) expede regulamentos de execução para desdobrar preceitos que constam em leis complementares, leis ordinárias ou medidas provisórias. Tendo em vista que os sistemas constitucionais contemporâneos afirmam que lei ordinária é o comando normativo comum, as demais modalidades de regulamento são excepcionais, tais como os regulamentos delegados ou autorizados (que dão cumprimento à lei, embora a Constituição confira maior liberdade ao agente normativo em certas matérias que normalmente seriam reservadas à lei). 
Salvo países com circunstâncias normativas peculiares (p. ex., a Constituição Francesa de 1958), os regulamentos autônomos são raros nos sistemas constitucionais, pois são atos normativos editados para explicitar diretamente preceitos da própria Constituição, para o que o titular do poder regulamentar geralmente tem discricionariedade para desdobrar os mandamentos constitucionais que acabam delimitando matérias exclusivas ou reservadas apenas ao regulamento. Essa reserva temática conferida aos regulamentos autônomos não pode ser invadida pela lei ordinária ou mesmo a lei complementar, motivo pelo qual esses regulamentos são atos normativos primários. 
Por fim, os regulamentos independentes também explicitam diretamente a Constituição, mas em matérias que poderão ser tratadas por leis a qualquer tempo (ou seja, não há reserva regulamentar).